# 原志免太郎

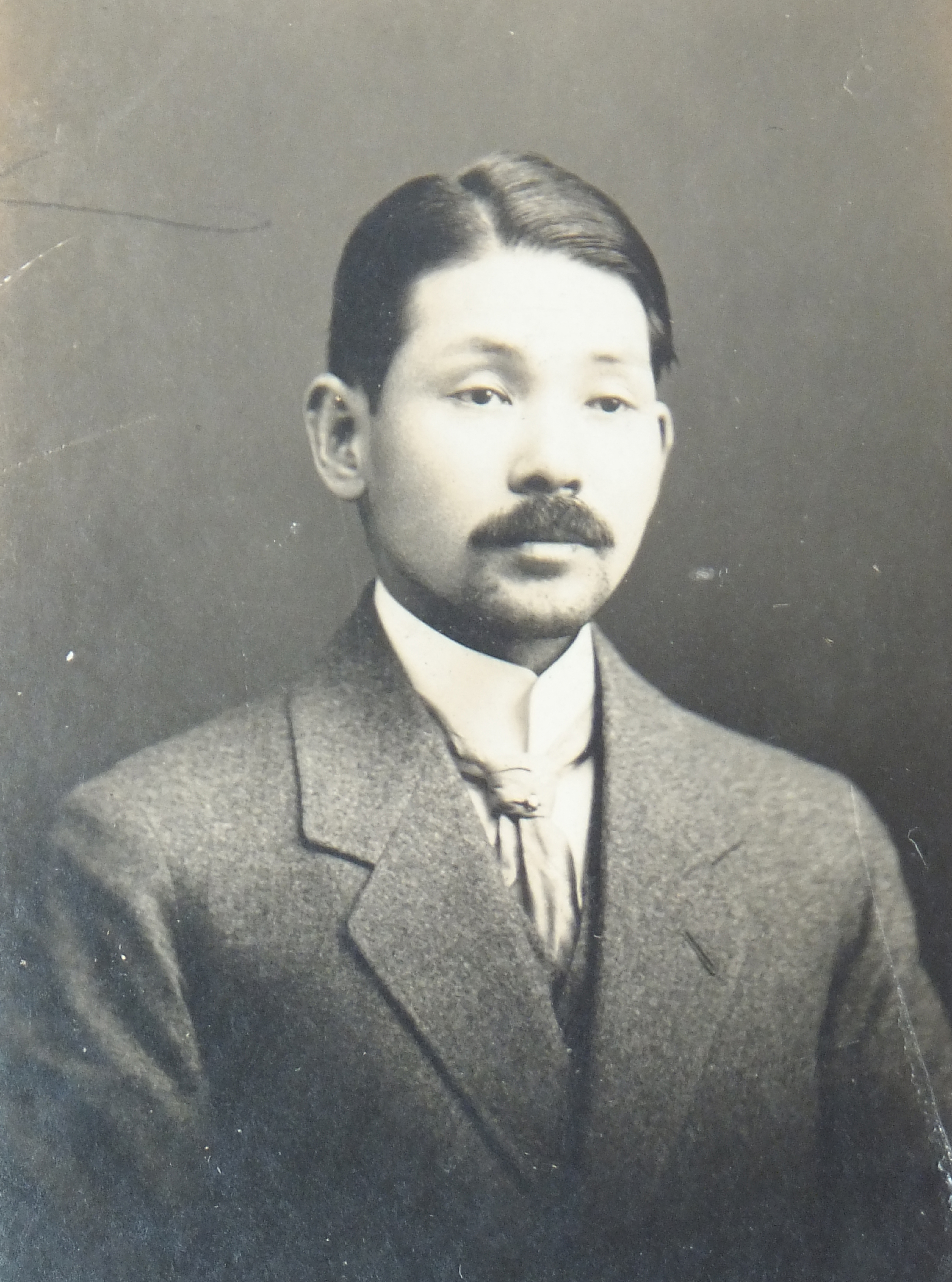
原志免太郎

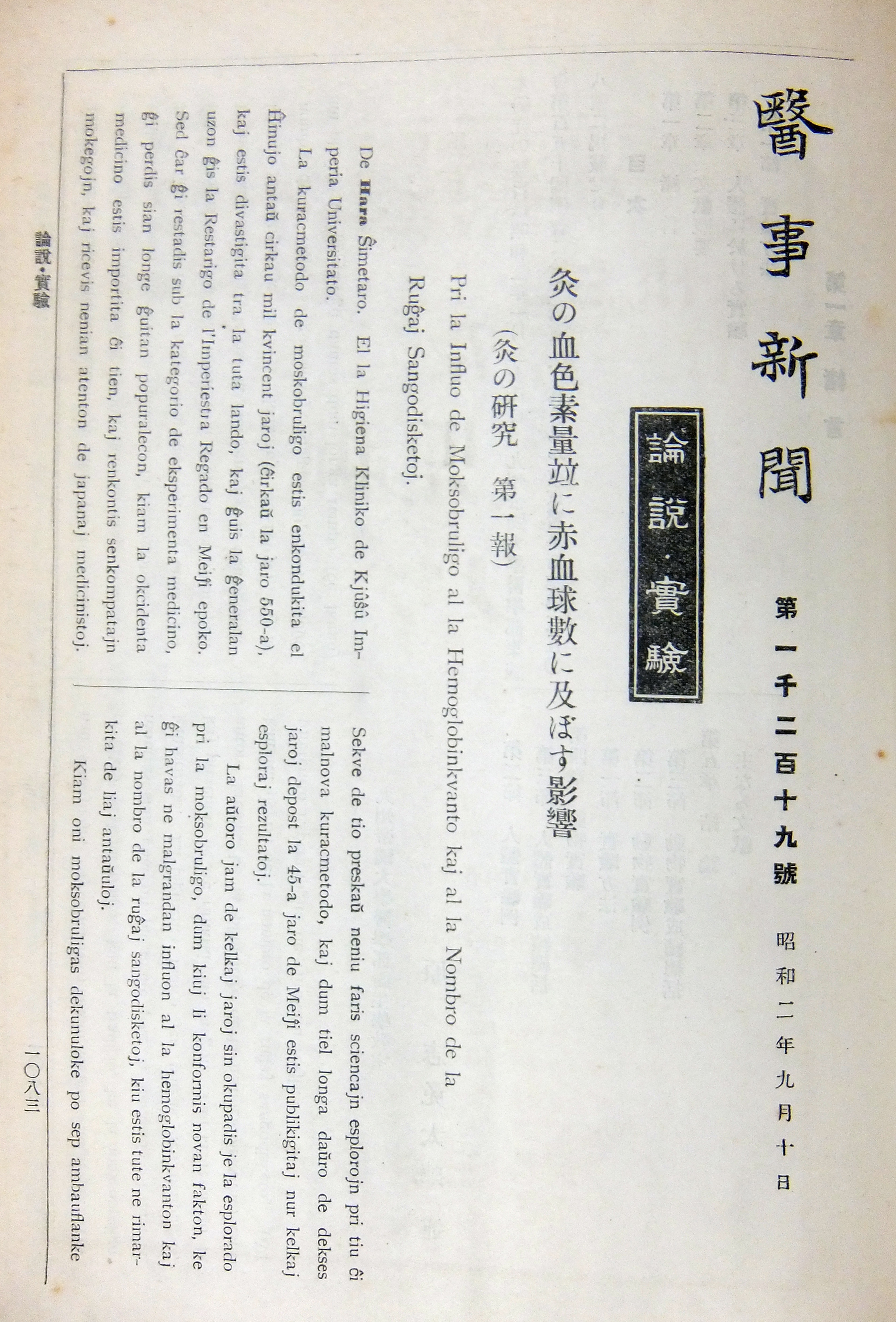
原志免太郎「灸の血色素量竝に赤血球数に及ぼす影響」『医事新聞』

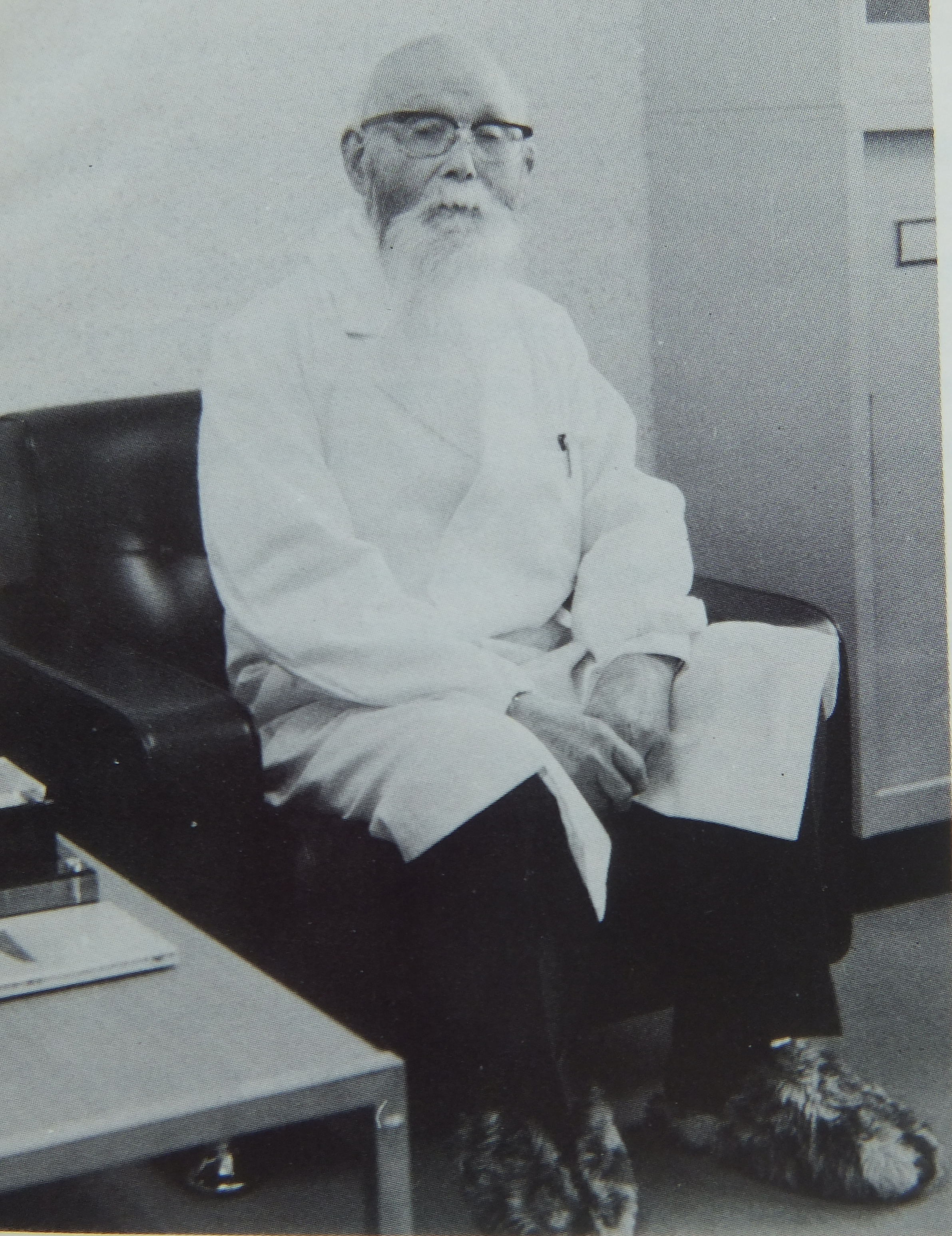
原志免太郎 (1982年)

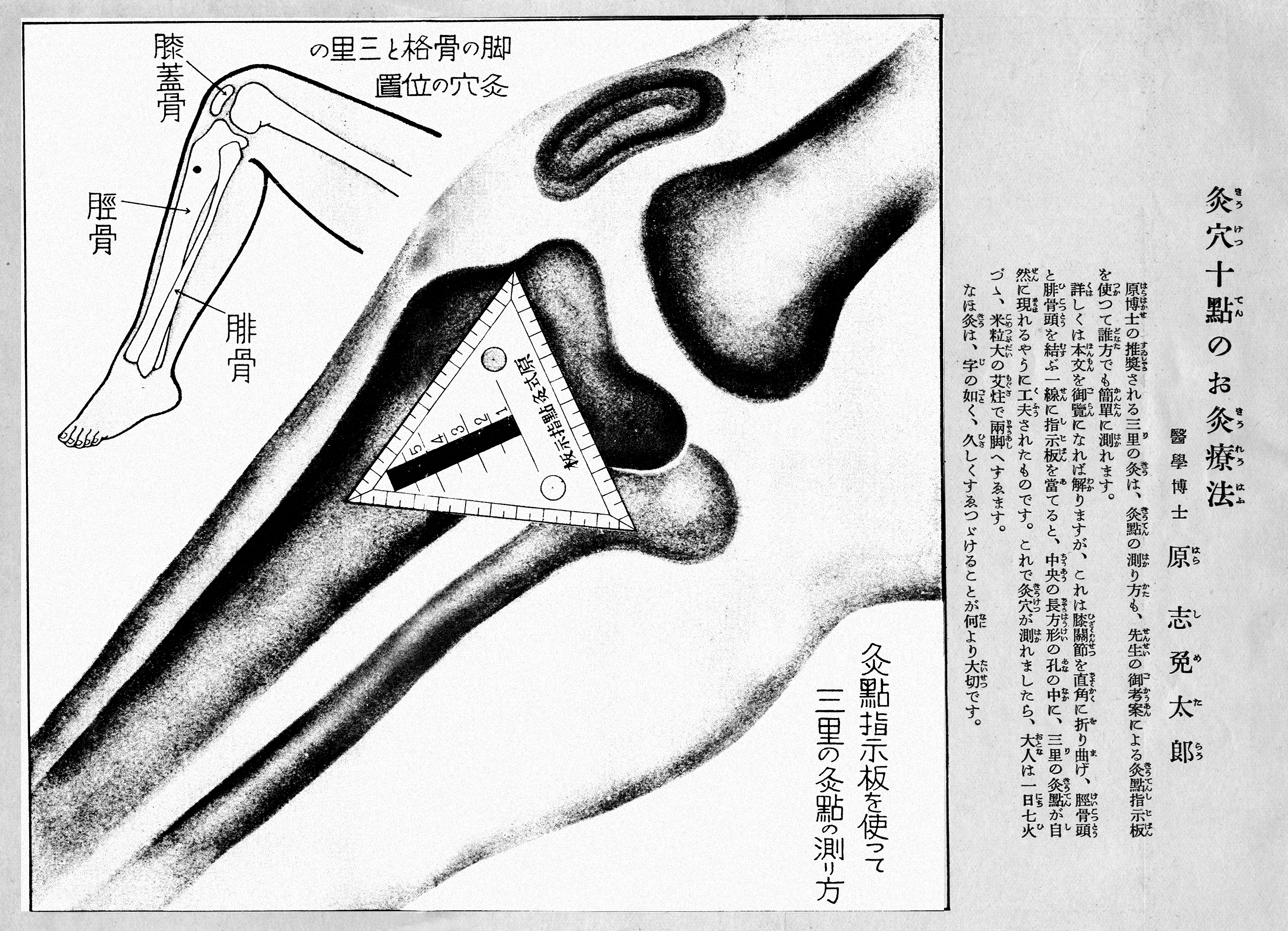
原志免太郎『最新灸療宝典』（1941年)より

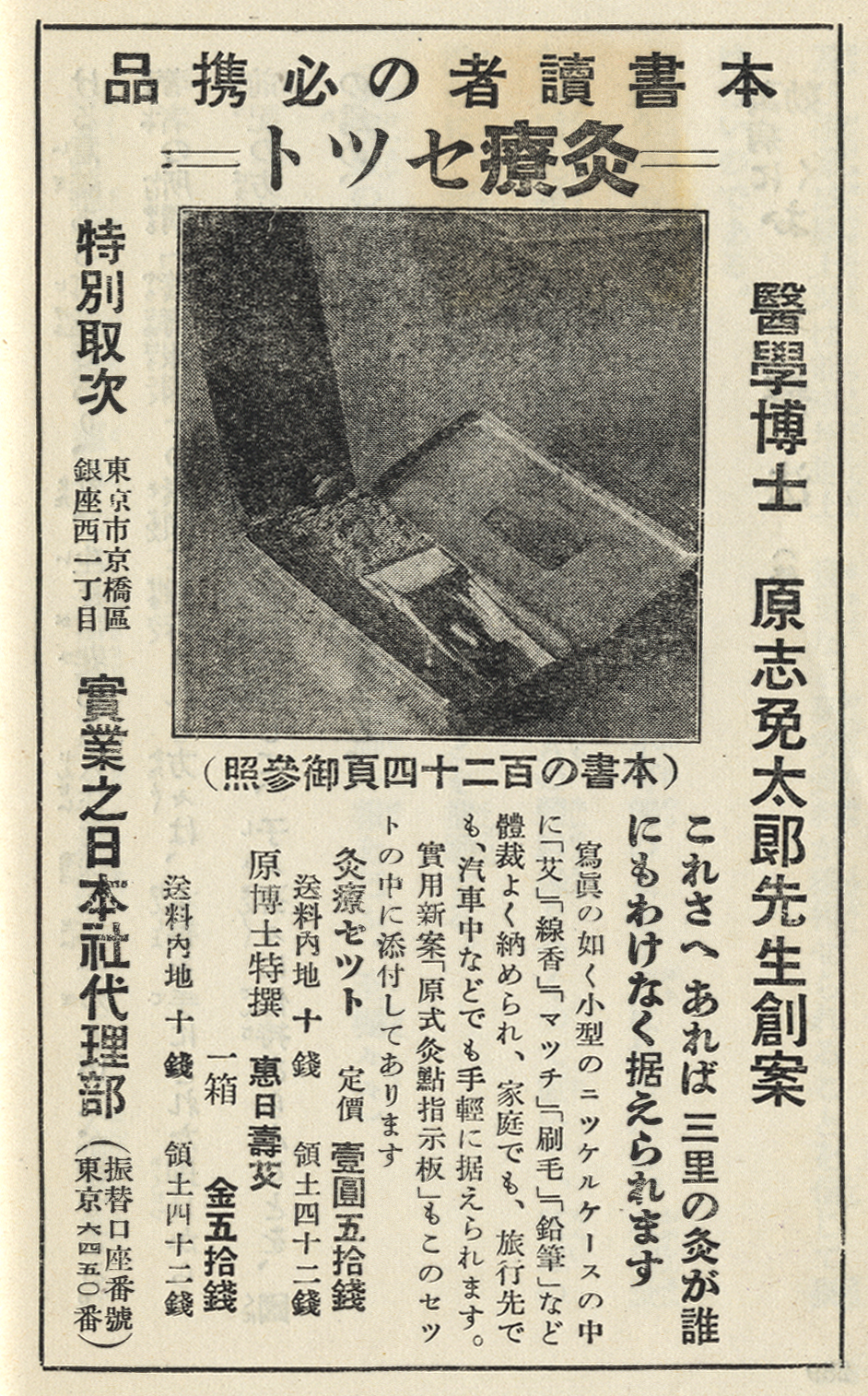
原志免太郎創案の灸療セット（『万病に効くお灸療法』1953年より）

原 志免太郎（はら しめたろう、1882年〈明治15年〉10月4日 - 1991年〈平成3年〉6月18日）は、日本の医師。100歳で『新しい灸学』を出版し、104歳まで聴診器を持ち、108歳で死去した時点では男性長寿日本一だった。

## 人物・生涯
1882年10月4日に、原田種紀・トエの四男として生まれ、父は黒田藩に仕える武士であったが明治維新を体験、県庁の役人、しかし失業と不遇の中、これ以上「子」はいらぬと「締め」、志免太と名づけたが戸籍係の間違いか「郎」が足され「志免太郎」になった。
高等小学校卒業後、親元を離れ福岡市大浜三丁目（現・博多区大博町）の原三信の医学生となり、独学。（後に原一族の女婿となる。）検定資格を取り京都府立医専（現・京都府立医科大学）に入り、卒業。九州帝国大学医学部で宮入慶之助教授及び大平得三教授の指導を受けながら「灸」（きゅう）の研究に取り組み、1929年、結核に感染したウサギに灸をすえたら抵抗力が増すことを突き止めた論文で日本初の「お灸博士」となる（ヒートショックプロテイン研究の嚆矢ともされる）。1929年開業、1943年香椎原病院設立、院長の椅子を長男に譲った後も104歳まで聴診器を持ち「生涯一医者」を貫いた。
104歳まで医師として患者をみたこと、灸の研究で博士号を取った最初の人物であること、ホタルが日本住血吸虫の宿主、宮入貝の天敵であると突き止めるなどのホタルの生態・飼育の研究、1961年6月には昭和天皇にホタルの卵、幼虫を献上したこと、静岡県の風土病の病原体を発見したことなど、業績は多岐に亘る。
亡くなる約2ヵ月前に男性長寿日本一となったが、原志免太郎の死去により、男性長寿日本一は岡儀平となった。

## 著作
- 原志免太郎「灸の血色素量並びに赤血球数に及ぼす影響」『医事新聞』1219、1927年
- 原志免太郎『灸法の醫學的研究 : 國民保健の新提唱 : 結核治療の新福音』春秋社、1929年
- 原志免太郎『万病に効くお灸療法』実業之日本社、1933年
- 原志免太郎『灸法の醫學的研究 : 國民保健の新提唱 : 結核治療の新福音』春秋社、1929年　(465頁). 再版：1940年、1942年、1943年
- 原志免太郎『万病に効くお灸療法』実業之日本社, 1933年
- 原志免太郎『灸法の医学的研究』春秋社、1934年
- 原志免太郎『蛍』実業之日本社、1940年
- 原志免太郎, 周子叙『灸法医学研究』中華書局, 1940年
- Hara Shimetarō: Medical Researches on Moxibustion. Contemporary Japan, Vol X, No. 5, May 1941, pp.1-17
- 原志免太郎『灸法の医学的研究』春秋社、1941年　（改訂版）
- 原 志免太郎『最新灸療宝典』主婦之友社、1941年
- 原志免太郎『万病に効くお灸療法』実業之日本社、1953年
- 原志免太郎, 原寛『新しい灸学』原土井病院、1981年 (112pp.)